# علی‌آقا واحد
علی آقا اسکندراوف (زاده ۱۲۷۴ در باکو – درگذشته ۱۳۴۴ در باکو) متخلص به واحد از شاعران ترکی آذربایجانی معاصر به‌شمار می‌رود.

## زندگی شاعر
علی آقا واحد در یک خانواده روستائی در روستای ماساچیر باکو زاده شد. بعد از چند سال تحصیل، مدرسه را ترک کرده و برای امرار معاش به بقالی و سپس نجاری و خراطی مشغول شد. به دلیل استعداد و شوقی که به ادبیات داشت، به باکو رفته و در روزنامه‌ها و نشریات مختلفی را که در باکو چاپ و منتشر می‌شدند مطالعه می‌کرد و اشعاری را که سروده بود برای دوستانش می‌خواند. در سال ۱۳۷۰هجری شمسی داستان زندگی واحد در فیلم سینمایی غزل خان به تصویر کشیده شد.
بر اثر تشویق دوستانش، مدتی را در نزد شاعر بزرگ باکو، عبدلخالق یوسف به فراگیری فنون شعر پرداخت. در جلسات ادبی که در منزل استادش برگزار می‌شد شرکت می‌کرد و از محضر ادبا و شعرائی چون آقاداداش منیری و صمد منصوری و عبدالخالق یوسف بهره می‌جست و اشعار خود را نیز در همین مجالس عرضه می‌کرد. تخلص واحد را نیز در همین مجلس ادبی به او دادند. واحد در شعر و شاعری، در حدی بود که به وی یادگار فضولی می‌گفتند.

## شعری از واحد بهترکی
| بو فخردیرمنه واحد، کی خَلق شاعری یَم       |  | بؤیوُک فضولی لرین خاک پای نیْن بیری یَم   |
| اوجالتدی عؤمروُموُ نَشو و نماسی اؤلکه میزین |  | نَه قَدَر وار بوجهان، هرگز اؤلمَرَم دیری یم |

ترجمه شعر به فارسی:
| این برای من افتخاری است ای واحد که شاعر خلق هستم |  | یکی از خاک پاهای فضولی هستم            |
| ترقی و پیشرفت کشورمان، عمر مرا طولانی کرد        |  | هر قدر این جهان هست، نمی‌میرم و زنده ام |

## آغاز شاعری واحد
علی آقا واحد برای اولین بار یکی از اشعار خود را در روزنامه اقبال باکو بچاپ رساند؛ و بعد از آن همه ناشرین مجلات و روزنامه‌ها طالب چاپ اشعار وی شدند.

### عاشقی واحد
واحد در جوانی عاشق دختری بنام زلفیه شد؛ ولی زلفیه علی جوان را با همه احساسات پرخروش و عواطفی که مختص انسان‌هائی با روحیات شاعرانه است تنها گذاشت. علی بعد از شکست در عشق، عشق زدگی را طور دیگر می‌دید و برای بیان دنیای تجرد خود به سرودن شعر روی می‌آورد.

## شعری از واحد بهترکی
| دیندیر مَدی ای دل سَنی جانان، عجب اولدی |  | ائتدین نَه قَدَر ناله و افغان، عجب اولدی |
| یوُز دفعه دئدیم وصل تمناسینه دوُشمَه     |  | یاندیْردی سنی محنت هجران، عجب اولدی    |

ترجمه شعر به فارسی:
| ای دل، جانان باتو حرف نزد خوب شد |  | هرقدر ناله و افغان کردی خوب شد |
| صدبار گفتم که به تمنای وصل نباش  |  | تورا رنج دوری سوزاند خوب شد.   |

### واحد وشهریار
واحد به شهریار، شاعر بزرگ تبریزی ارادتی خاص داشت و همیشه آرزوی دیدار وی را داشت ولی سیاست‌های آن زمان مانع از تحقق آرزوی علی آقا واحد شد.
شعر واحد خطاب به شهریار:
| واحد بو شعری تبریزه گؤندَرمَک ایستیرَم |  | قسمت اولایدی بیر گؤروُشَک شهریارایله |

ترجمه شعر به فارسی:
| واحد این شعر را می‌خواهم به تبریز بفرستم |  | کاش قسمت می‌شد با شهریار دیدار کنیم. |

### وطن دوستی واحد
| اوُرَگیمده او قَدَر سئوگی واریْمدیْر وطنه |  | نئجه کی بولبول شیدا اولور عاشق، چمنه |

ترجمه شعر به فارسی:
| آنقدر در دل من هست محبت به وطن |  | مثل آن بلبل شیدا که شدعاشق به چمن |

## فراز ونشیب دوران شاعری واحد
دوران زندگی شاعر با تحولات و دگرگونی‌های مختلف سیاسی و اجتماعی سپری شده‌است. قسمت‌ها شمالی ارس (آراز) و نواحی قفقاز در زمان حکومت قاجار از ایران جدا و به روسیه تزاری الحاق شده و در ایام جوانی شاعر، دستخوش تحولات اجتماعی و سیاسی غیرقابل پیش‌بینی می‌شود. انقلاب بلشویکی روسیه به رهبری ولادیمیر لنین به آذربایجان می‌رسد و حکومت دیکتاتوری کمونیسم با نام اتحاد جماهیر شوروی همه سرزمین‌های روسیه و قفقاز را تحت تسلط خود درمی‌آورد.

### آغازجنگ جهانی دوم
با آغاز جنگ جهانی دوم و خود نمائی‌های استالین سبب حمله ارتش آلمان به شوروی و اشغال اراضی آن می‌شود. در چنین شرایطی جوانان جمهوری خود مختار آذربایجان نیز به جبهه‌های جنگ با آلمان نازی اعزام می‌شوند. واحد هر روز خبر کشته شدن همولایتی‌های خود را می‌شنود.

## واحد در تقبیحهیتلرچنین می‌گوید
| بیلدی عالم هیتلرین خائنلیگین           |  | ادنا لیغیْن یاغدیْریْر میلیونلا دونیا خلقی نفرت دوُشمنه |
| حاضیْریْق واحد، صداقتله وطن اوغروندا بیز |  | هر زمان گؤستَرمَگه قطعی جسارت دوشمنه                  |

ترجمه شعر به فارسی:
| دنیا خیانت وپستی هیتلر را فهمید        |  | میلیونها خلق عالم نفرت خود را بر سر دشمن می‌ریزد |
| ای واحد، با صداقت در راه وطن ما حاضریم |  | هرزمانی جسارت خود را به دشمن نشان دهیم.         |

### مخالفت واحد بااستالین
بعد از پایان جنگ جهانی دوم استالین استبداد را بحدی رساند که هیچ‌کس جز به خواست حکومت مرکزی قادر به تفکر و بیان نبود. صاحبان فکرو قلم حق ابراز نظر در امور اجتماعی مخالف میل حکومت استالین را نداشتند. در چنین اوضاع سیاسی علی آقا واحد در روزنامه‌ها و مجلات ترکی زبان فعالیت می‌کرد و چاپ اشعارش تضمینی برای فروش نشریه بود. از آنجائیکه تعریف و تمجید از سیاست‌های حکومتی در رسانه‌ها، باعث ایجاد یک تفکر همگون با حاکمیت در جامعه می‌شود، علی‌هذا حکومت کمونیستی نیز سیاست تعریف و تمجید از استالین و خط فکری و سیاست‌های وی، را در مدیریت رسانه‌ای پیش گرفته بود؛ و اکثر نویسندگان و ادبا قلم خود را در خدمت مجیز گویی به استالین و مداحی از حاکمیت کمونیستی بکار گرفته بودند. در چنین حالی واحد هرگز نخواست شعر خود را به دروغ و تملق آلوده کند؛ و بر اثر همین رفتار کار خود را در مطبوعات از دست داد؛ و علی‌رغم مراجعات مکرر مأموران حکومتی حاضر به همکاری و تعریف از حکومت کمونیستی و استالین در نشریات نشد. یکی از کسانی که بدستور استالین در جمع هیئت حاکمه باکو منصوب شده بود فردی بنام میر جعفر باقراوف بود که به مرد خون‌آشام و جلاد معروف بود. وی چنان کرده بود که واحد تحت فشار مالی قرار گرفته و زندگی را به سختی می‌گذراند:
| دولتیم سیم و زریم اولماسا «واحد» خوش دور |  | گنج طبعیم دولودور گوهر اشعاریله |

ترجمه شعر به فارسی:
| اگر ثروت و سیم و زرم نباشد، واحد خوش است |  | گنجینه طبع من از گوهر اشعار پُر است. |

## مرگ واحد
علی آقا واحد درهفتاد سالگی به سال ۱۳۴۴هجری شمسی در باکو چشم از جهان فروبست. او تا آنجا مورد غضب عمال حکومت کمونیستی شوروی قرار داشت که وقتی در اتاق مخروبه اش جان سپرد دوستداران و علاقه‌مندانش از ترس مأمورین حکومتی جنازه اش را مخفیانه به قبرستان انتقال دادند. چون خوف این را داشتند که به دلیل کینه‌ورزی اجازه دفن جنازه واحد را در باکو ندهند.
پروفسور بیگدلی در مرگ شاعر می‌نویسد:
 خبر مرگ استاد غزل «واحد» را شنیدم و به خانه‌اش رفتم. جنازه اش در داخل یک تابوت چوبی قرار داشت که با یک جاجیم کهنه پوشانده شده بود. محل زندگی واحد یک اتاق تنگ و تاریک ومحقر بود. بعد از دیدن جنازه اش و با تأثر و تأسف فراوان این شعر را برایش سرودم:

| واحدی داخما دا یاتمیْـش گؤردوُم   |  | گنجی ویرانه دَه باتمیْـش گؤردوُم             |
| آییْن اؤرتموُشدوُ بولود چهرَه سینی  |  | هگوُنَشی مغربَه چاتمیْـش گؤردوُم               |
| بو وفاسیْـز فَـلَـکین هرزَه اَ لین   |  | یوسفی درهَمَه ساتمیـْش گؤردوُم                |
| یئنَه باخدیْم، کیمی گؤردوُم        |  | هامیْ سیـْن بیر دَرین ماتَـمَـه باتمیـْش گؤردوُم |
| گؤی گؤلوُ، خان آرازی، میل دوُزوُنوُ |  | بوُسبوُتوُن شَـنلیگین آتمیـْش گؤردوُم           |
| بیگدلی واحدیمیز اؤلمـَز دی       |  | شاعری، شعری یاتمامیـْش گؤردوُم              |

## ترجمه شعر به فارسی
| واحد را در داخل دخمه در حال خواب دیدم     |  | گنج را در ویرانه فرورفته دیدم     |
| چهرهٔ ماه را ابر پوشانده بود               |  | آفتاب را به مغرب رسیده دیدم       |
| دست هرزهٔ این فلک بی وفا                   |  | یوسف را به درهم فروخته دیدم       |
| دوباره نگاه کردم. هرکس را که دیدم، همه را |  | دریک ماتم عمیق فرورفته دیدم       |
| اهالی گؤی گؤل - خان آراز و میل دوزو       |  | همگی شادی خود را دور انداخته دیدم |
| بیگدلی واحد ما هرگز نمی‌میرد               |  | شاعر و شعر را بیدار دیدم          |